# Рельсосварочная машина

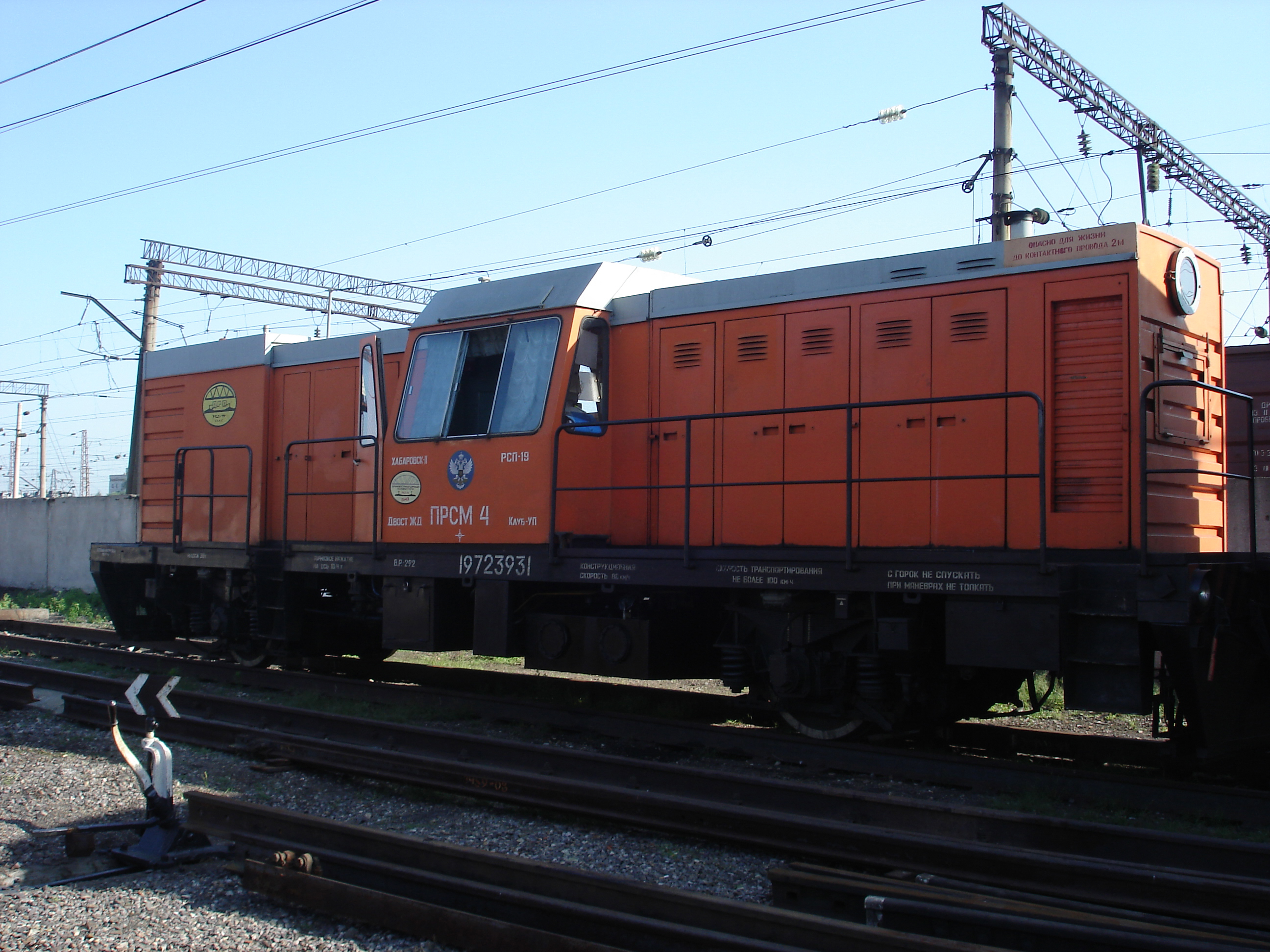
Путевая рельсосварочная самоходная машина (ПРСМ-4) в походном состоянии

Рельсосварочная машина — вид путевой машины, преданазначенный для сварки рельсов в длинные отрезки, особо распространенных при укладке бесстыкового пути. Перемещающийся сварочный агрегат машины монтируется на специальных передвижных платформах.